# Diglyphus carlylei
Diglyphus carlylei är en stekelart som först beskrevs av Girault 1917.  Diglyphus carlylei ingår i släktet Diglyphus och familjen finglanssteklar. Inga underarter finns listade i Catalogue of Life.